# يوكو ساساكي
يوكو ساساكي (1982 في اليابان - ) (بالكانا:ささき ゆうこ) هي لاعبة كريكت يابانية.

## وصلات خارجية
- يوكو ساساكي على موقع إي آس بي آن كريك إنفو (الإنجليزية)